# Youyi Shuiku
Youyi Shuiku (kinesiska: 友谊水库) är en reservoar i Kina. Den ligger i provinsen Sichuan, i den sydvästra delen av landet, omkring 280 kilometer öster om provinshuvudstaden Chengdu. Youyi Shuiku ligger 504 meter över havet. Arean är 0,33 kvadratkilometer. I omgivningarna runt Youyi Shuiku växer i huvudsak blandskog. Den sträcker sig 1,1 kilometer i nord-sydlig riktning, och 1,0 kilometer i öst-västlig riktning.
Genomsnittlig årsnederbörd är 1 545 millimeter. Den regnigaste månaden är september, med i genomsnitt 280 mm nederbörd, och den torraste är december, med 8 mm nederbörd.